# 施泰因迈茨·亚诺什
施泰因迈茨·亚诺什（匈牙利語：Steinmetz János，1947年10月15日—2007年5月9日），匈牙利男子水球运动员。他曾代表匈牙利国家队参加1968年夏季奥林匹克运动会水球比赛，获得一枚铜牌。